# Liste der Kulturdenkmäler in Mehlingen
In der Liste der Kulturdenkmäler in Mehlingen sind alle Kulturdenkmäler der rheinland-pfälzischen Ortsgemeinde Mehlingen einschließlich der Ortsteile Baalborn  und Neukirchen aufgeführt. Grundlage ist die Denkmalliste des Landes Rheinland-Pfalz (Stand: 21. Juli 2023).

## Denkmalzonen
| Bezeichnung                    | Lage                               | Baujahr | Beschreibung                                                                      | Bild                           |
| ------------------------------ | ---------------------------------- | ------- | --------------------------------------------------------------------------------- | ------------------------------ |
| Denkmalzone Jüdischer Friedhof | Mehlingen, westlich des Ortes Lage |         | um 1800 angelegtes Areal mit 194 Grabsteinen, überwiegend aus dem 19. Jahrhundert | weitere Bilder Fotos hochladen |

## Einzeldenkmäler
| Bezeichnung                  | Lage                                                       | Baujahr                              | Beschreibung | Bild                           |
| ---------------------------- | ---------------------------------------------------------- | ------------------------------------ | --- | ------------------------------ |
| Abtstein                     | Mehlingen, Abtstraße Lage                                  |                                      | mittelalterliche Reliefstele eines Abtes von Otterberg                                                                                     | Fotos hochladen                |
| Backofen                     | Mehlingen, Birkenstraße 1 Lage                             |                                      | langgestreckter Satteldachbau, um 1900 (?)                                                                                                 | Fotos hochladen                |
| Grabsteine                   | Mehlingen, Dreihübelstraße, auf dem alten Friedhof Lage    | 19. Jahrhundert                      | vier Grabsteine, zwei spätklassizistische Grabsteine, 1849, 1855, und eine gründerzeitliche Stele, um 1893                                 | Fotos hochladen                |
| Rat- und Schulhaus           | Mehlingen, Hauptstraße 39/41 Lage                          | zweite Hälfte des 19. Jahrhunderts   | vierteilige Baugruppe aus eingeschossigen Putzbauten, Schulsaal im Heimatstil, zweite Hälfte des 19. und erste Hälfte des 20. Jahrhunderts | Fotos hochladen                |
| Haustür                      | Mehlingen, Hauptstraße, an Nr. 45 Lage                     | 1831                                 | spätklassizistisches Haustürblatt, wohl von 1831                                                                                           | Fotos hochladen                |
| Hofanlage                    | Mehlingen, Hauptstraße 55 Lage                             |                                      | barocke Einfirstanlage, teilweise Fachwerk, 1786                                                                                           | Fotos hochladen                |
| Hofanlagen                   | Mehlingen, Hauptstraße 72/74 Lage                          | drittes Viertel des 19. Jahrhunderts | Doppelwohnhaus, teilweise Fachwerk, drittes Viertel des 19. Jahrhunderts, und zwei Hofanlagen mit Wirtschaftsgebäuden                      | Fotos hochladen                |
| Hofanlage                    | Baalborn, Otterberger Straße 14/16 Lage                    | erste Hälfte des 18. Jahrhunderts    | Hofanlage; Doppelwohnhaus, teilweise Fachwerk, im Kern aus der ersten Hälfte des 18. Jahrhunderts, Scheune bezeichnet 1865                 | Fotos hochladen                |
| Hofanlage                    | Baalborn, Otterberger Straße 15 Lage                       | erste Hälfte des 19. Jahrhunderts    | Dreiseithof; eingeschossiger Krüppelwalmdachbau, teilweise Fachwerk, erste Hälfte des 19. Jahrhunderts, Scheune bezeichnet 1888            | Fotos hochladen                |
| Wasserwerk                   | Baalborn, Steinstraße 11 Lage                              | 1912                                 | Wasserwerk; Heimatstil, bezeichnet 1912 | Fotos hochladen                |
| Hofanlage                    | Mehlingerhof, Niedermehlingerhof 3 Lage                    | um 1800                              | nachbarocker Krüppelwalmdachbau, Fachwerk, um 1800                                                                                         | BW                             |
| Kriegerdenkmal               | Neukirchen, Enkenbacher Straße, auf dem Friedhof Lage      | 1920er Jahre                         | Kriegerdenkmal 1914/18, Expressionismus, 1920er Jahre                                                                                      | Fotos hochladen                |
| Wegekreuz                    | Neukirchen, Enkenbacher Straße, Ecke Alte Schulstraße Lage | Anfang des 19. Jahrhunderts          | Wegekreuz, Anfang des 19. Jahrhunderts | Fotos hochladen                |
| Sickingerhof                 | Neukirchen, Fischbacher Straße 1 Lage                      | 1801                                 | ehemaliger Adelshof, Dreiseithof; Einfirsthaus, teilweise Fachwerk, 1801, Torhaus mit Brennerei und Backofen                               | Fotos hochladen                |
| Katholische Kirche St. Anton | Neukirchen, Fischbacher Straße 3 Lage                      | 1898                                 | neugotischer Saalbau, 1898, Architekt Wilhelm Schulte I., Neustadt an der Weinstraße; zugehörig das Pfarrhaus (Nr. 5)                      | weitere Bilder Fotos hochladen |
| Pfarrhaus                    | Neukirchen, Fischbacher Straße 5 Lage                      | 1920er Jahre                         | Pfarrhaus, 1920er Jahre | Fotos hochladen                |
| Schule                       | Neukirchen, Hauptstraße 11 Lage                            | 1902                                 | Schule; Kernbau, Renaissancemotive, 1902, historisierender Erweiterungsbau bezeichnet 1914                                                 | Fotos hochladen                |
| Hofanlage                    | Neukirchen, Ludwigstraße 14 Lage                           | 1842                                 | Hofanlage; eingeschossiges Einfirsthaus, bezeichnet 1842, Nebengebäude wohl aus der zweiten Hälfte des 19. Jahrhunderts                    | Fotos hochladen                |
| Protestantische Kirche       | Neukirchen, Spelzenhofstraße 25 Lage                       | 1933                                 | kleiner Saalbau, 1933, Architekt Friedrich Larouette, Frankenthal                                                                          | Fotos hochladen                |
| Grabmäler                    | Neukirchen, Spelzenhofstraße, bei Nr. 25 Lage              | 18. und 19. Jahrhundert              | drei Grabmäler, 1740, spätbarocke Stele, um 1800, klassizistischer Grabstein, Mitte des 19. Jahrhunderts                                   | Fotos hochladen                |

## Ehemalige Kulturdenkmäler
| Bezeichnung         | Lage                           | Baujahr         | Beschreibung | Bild |
| ------------------- | ------------------------------ | --------------- | --- | ---- |
| Dorotheenschlößchen | Mehlingen, Hauptstraße 51 Lage | 17. Jahrhundert | dreiflügelige Hofanlage, barockes Fachwerkwohnhaus, wohl aus dem 17. Jahrhundert; einfirstartige Scheune, 19. Jahrhundert; aus Denkmalliste gelöscht und 2014 abgebrochen | BW   |
| Hofanlage           | Neukirchen, Eckstraße 3 Lage   | 1767            | Hakenhof; eingeschossiges spätbarockes Wohnstallhaus, Mansarddach, bezeichnet 1767; aus Denkmalliste gelöscht                                                             | BW   |